# Mimocorus quadricristatus
Mimocorus quadricristatus là một loài bọ cánh cứng trong họ Cerambycidae.